# Plopeni
Plopeni est une ville roumaine du județ de Prahova, dans la région historique de Valachie et dans la région de développement du Sud.

## Géographie
La ville de Plopeni est située dans le centre du județ, en Munténie (Grande Valachie), sur la rive gauche de la rivière Teleajen, dans les contreforts des Carpates du sud, à 15 km au nord de Ploiești, le chef-lieu du județ.

## Histoire
En 1938, une grande fabrique de munitions a été installée dans les bois au nord de la ville. Plopeni a obtenu le statut de ville en 1968.

## Politique
Le Conseil Municipal de Plopeni compte 15 sièges de conseillers municipaux. À l'issue des élections municipales de juin 2008, Dragoș Niță (Parti national démocrate-chrétien) a été élu maire de la commune.
| Parti                              | Nombre de conseillers |
| ---------------------------------- | --------------------- |
| Parti nationale démocrate-chrétien | 5                     |
| Parti social-démocrate (PSD)       | 4                     |
| Parti démocrate-libéral (PD-L)     | 3                     |
| Parti national libéral (PNL)       | 2                     |
| Parti de la Grande Roumanie (PRM)  | 1                     |

## Religions
En 2002, la composition religieuse de la commune était la suivante :
- Chrétiens orthodoxes, 97,97 % ;
- Chrétiens évangéliques, 0,61 % ;
- Adventistes du septième jour, 0,40 % ;
- Pentecôtistes, 0,35 %.

## Démographie
En 2002, la commune comptait 9 493 Roumains (98,76 %) et 112 Tsiganes (1,16 %).
| 1930  | 1977  | 1992   | 2002  | 2007  |
| ----- | ----- | ------ | ----- | ----- |
| 1 000 | 6 071 | 10 284 | 9 612 | 9 582 |

## Économie
L'économie de la commune repose sur l'industrie de l'armement et la mécanique, le textile, l'industrie du verre et les produits métallurgiques. La commune possède 265 ha de forêts.

## Communications

### Routes
Plopeni est située sur la route nationale DN1A Ploiești-Valenii de Munte-Săcele-Brașov.

### Voies ferrées
La ville est desservie par la ligne Ploiești-Plopeni-Slănic.

## Lieux et monuments
- Église orthodoxe de la Dormition de la Vierge (Adormirea Maicii Domnului).